# Mi cuerpo, mi vida
Mi cuerpo, mi vida  es el noveno capítulo del ciclo de unitarios ficcionales del programa Historias de corazón, emitido por Telefe. Este episodio se estrenó el día 5 de marzo de 2013.

## Trama
Ana (Ingrid Pelicori) tomó la decesión de donar un riñón a su hermana Ángela (Tina Serrano), -sin que esta lo sepa- ya que sufre una enfermedad renal que podría llevarla a la muerte. La decisión de Ana provocó una reacción de rechazo por parte de Manuel (Mario Pasik), su esposo. En cambio para Ana, todo cambio es para mejor, algo que cambió su forma de ver la vida.

## Elenco
- Ingrid Pelicori - Ana
- Tina Serrano - Ángela
- Mario Pasik - Manuel
- Claudio Da Passano - Anselmo
- Silvina Bosco - Florencia
- Ernesto Claudio - Rodrigo
- Silvina Acosta - Gabriela
- Dalia Elnecavé - Beatriz
- Lourdes Mansilla - Mariana
- Martina Campos - Victoria
- Arturo Goetz - Mario

## Ficha técnica
- Autor: Patricia Palmer
- Coordinación autoral: Esther Feldman
- Producción ejecutiva: Susana Rudny
- Dirección: Pablo Vázquez
- Basado en: "Trasplante" de Nelly Fernández Tiscornia